# Labus aterrimus
Labus aterrimus är en stekelart som beskrevs av Giordani Soika. Labus aterrimus ingår i släktet Labus och familjen Eumenidae. Inga underarter finns listade i Catalogue of Life.